# 那仁和布克牧场
那仁和布克牧场，是中华人民共和国新疆维吾尔自治区塔城地区和布克赛尔蒙古自治县下辖的一个乡镇级行政单位。

## 行政区划
那仁和布克牧场下辖以下地区：
库尔丹夏尔队、乌兰浩硕队、布德恩江队、图拉队、伊克托里队、额木根队、阿尔哈拉特队和那仁和布克队。